# Saarijärvi (Karesuando socken, Lappland, 759664-172332)
Saarijärvi är en sjö i Kiruna kommun i Lappland och ingår i Torneälvens huvudavrinningsområde. Sjön har en area på 0,211 kvadratkilometer och ligger 467 meter över havet. Saarijärvi ligger i Torne och Kalix älvsystem Natura 2000-område.

## Delavrinningsområde
Saarijärvi ingår i det delavrinningsområde (759702-172402) som SMHI kallar för Ovan Råpejåkkå. Medelhöjden är 484 meter över havet och ytan är 14,51 kvadratkilometer. Räknas de 12 avrinningsområdena uppströms in blir den ackumulerade arean 276,36 kvadratkilometer. Pulsujoki som avvattnar avrinningsområdet har biflödesordning 3, vilket innebär att vattnet flödar genom totalt 3 vattendrag innan det når havet efter 422 kilometer. Avrinningsområdet består mestadels av skog (79 procent) och sankmarker (12 procent). Avrinningsområdet har 0,76 kvadratkilometer vattenytor vilket ger det en sjöprocent på 5,2 procent.